# Robert Huff

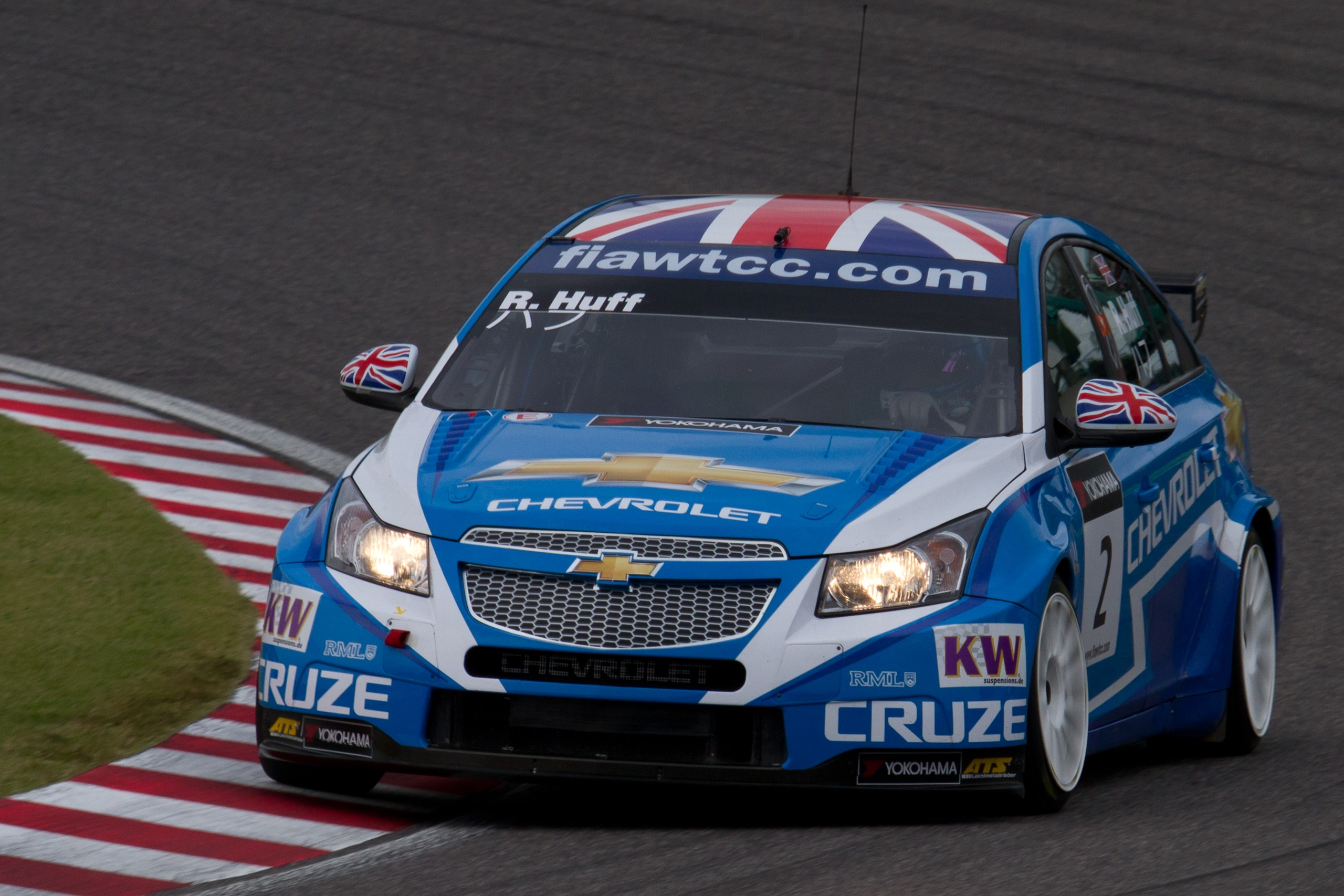
Robert Huff na torze Suzuka (2011)

Robert Huff (ur. 25 grudnia 1979 w Cambridge) – brytyjski kierowca wyścigowy, obecnie kierowca zespołu Castrol Honda WTC Team w World Touring Car Championship. Mistrz świata tejże serii z roku 2012.

## Kariera
Huff, podobnie jak wielu innych kierowców, karierę zawodnika wyścigowego rozpoczynał w kartingu. W latach 1992, 1994, 1996 i 1997 zdobywał tytuł mistrza w serii Pro Kart Endurance Series. Ponadto, w latach 1997-1998 startował w kartingowej odmianie 24-godzinnego wyścigu w Le Mans, gdzie zajął odpowiednio 3. i 2. miejsce. Na dalszym etapie kariery brał udział w różnych formułach wyścigowych na terenie Wielkiej Brytanii, takich jak Moss BCV8 Championship (1. miejsce w klasie B w sezonie 1999), Formuła Vauxhall (tytuł mistrza w 2000 roku) czy Ethyl MG Championship (mistrzostwo klasy B w 2002 roku). Jednym z głównych sponsorów Roberta w tych latach była firma jego ojca, Chartered Surveying.

### Samochody turystyczne
W 2003 roku Huff zwyciężył w inauguracyjnym sezonie brytyjskiej edycji mistrzostw SEAT Cupra Championship. Nagrodą za to osiągnięcie było miejsce w fabrycznym zespole SEATa w serii British Touring Car Championship na sezon 2004, gdzie został partnerem byłego mistrza BTCC, Jasona Plato. W klasyfikacji końcowej zajął 7. miejsce, zwyciężając w dwóch wyścigach (na torach Brands Hatch i Snetterton).
W sezonie 2005 firma Ray Mallock Ltd., która prowadziła zespół SEAT Sport UK, podpisała kontrakt z Chevroletem na starty w serii World Touring Car Championship, zabierając ze sobą Roberta. Jego partnerami w nowej serii zostali Alain Menu i Nicola Larini. Najlepszy rezultat, jaki udało mu się osiągnąć w pierwszym sezonie to 6. miejsce podczas wyścigu w Meksyku.
W kolejnym roku, podczas 6. rundy na torze w Puebla Huff miał ciężki wypadek na starcie do pierwszego wyścigu, po którym musiał zostać przetransportowany śmigłowcem do szpitala. Miesiąc później, w 7. rundzie w Brnie zdobył swoje pierwsze zwycięstwo w WTCC. W kwalifikacjach wywalczył 4. lokatę, jednak został cofnięty o 20 pozycji za wymianę silnika oraz za ustanowienie swojego najszybszego czasu w kwalifikacjach, kiedy na torze obowiązywała żółta flaga. Podczas pierwszego wyścigu zdołał przesunąć się na 8. miejsce, dzięki czemu do drugiego wystartował z pole position. Do mety dojechał na pierwszej pozycji, zdobywając drugie zwycięstwo w historii zespołu i zarazem pierwsze na suchej nawierzchni. W sezonie 2007 zdobył swoje drugie zwycięstwo (w Szwecji), w trzech innych wyścigach stawał na podium (w tym w wyścigu w Porto, kiedy wszystkie miejsca na podium zdobyli kierowcy Chevroleta), a w klasyfikacji generalnej zajął 9. miejsce.
Sezon 2008 Robert rozpoczął od 4 wyścigów bez zdobyczy punktowej, jednak już w następnej rundzie w Walencji zdobył 1. i 2. miejsce. Do swojego setnego występu w WTCC, który miał miejsce na Brands Hatch, zakwalifikował się na 3. pozycji, objął prowadzenie po kolizji Alaina Menu i Augusto Farfusa, lecz na 3 okrążenia przed końcem musiał wycofać się z powodu przebicia opony.
W sezonie 2009 Mistrzostw Świata Samochodów Turystycznych WTCC. W ciągu 24 wyścigów dziewięciokrotnie stawał na podium i trzykrotnie odnosił zwycięstwa. Z dorobkiem osiemdziesięciu punktów został sklasyfikowany na piątej pozycji w końcowej klasyfikacji kierowców. Rok później w fabrycznej ekipie Chevroleta włączył się do walki o tytuł mistrzowski. Dzięki dwunastu miejscom na podium  i trzem zwycięstwom w jego końcowym dorobku było 276 punktów. Ostatecznie stanął na trzecim stopniu podium klasyfikacji generalnej.
W 2011 roku Huff do ostatniego wyścigu walczył z Yvanem Mullerem o tytuł mistrza serii. Wygrał łącznie osiem wyścigów, tyle samo co Francuz, jednak podczas gdy Muller dziewiętnastokrotnie stawał na podium, Huff 18 razy plasował się w czołowej trójce. W klasyfikacji generalnej Brytyjczyk przegrał mistrzowski tytuł o trzy punkty.
W sezonie 2012 ponownie walczył o tytuł mistrzowski z innymi kierowcami Chevroleta Alainem Menu i Yvanem Mullerem. Odniósł pięć zwycięstw, o cztery mniej niż Muller. Jednak jedynie w siedmiu wyścigach nie stawał na podium. Dzięki regularnie zdobywanym wysokim sumom punktowym Brytyjczyk pokonał wszystkich rywali i z dorobkiem 413 punktów zapewnił sobie tytuł Mistrza Świata w wyścigach samochodów turystycznych.
Po wycofaniu się Chevroleta z World Touring Car Championship, w 2013 roku Huff dołączył do niemieckiej ekipy Münnich Motorsport. Wygrał drugi wyścig na Hungaroringu i drugi wyścig w Makau. Poza tym jeszcze trzykrotnie stawał na podium. Z dorobkiem 215 punktów został sklasyfikowany na czwartym miejscu w końcowej klasyfikacji kierowców.
W latach 2014-2015 Brytyjczyk reprezentował fabryczny zespół Łady. W tym czasie wygrał on dwa wyścigi, a poza tym jeszcze trzykrotnie stawał na podium. Po dwukrotnym zajęciu dziesiątego miejsca w klasyfikacji generalnej, zmienił on barwy na te fabrycznego zespołu Hondy. Sezon 2016 rozpoczął od zwycięstwa w pierwszym wyścigu, a potem jeszcze pięciokrotnie stawał na podium oraz zdobył jedno pole position. Dało mu to szóste miejsce w klasyfikacji generalnej.